# Achim Plato
Achim Plato (* 8. März 1936 in Riesa; † 30. Oktober 2022 in Dresden) war ein deutscher Schauspieler und Intendant. Von 1968 bis 2003 leitete er die Freilichtspiele Schwäbisch Hall, ab 1978 als deren Intendant.

## Leben
Plato wuchs in Dresden auf und übersiedelte 1955 nach zweijähriger Jugendhaft in Dessau nach Stuttgart. Er studierte dort, in Österreich und der Schweiz Theater und nahm Engagements als Schauspieler an. 1960 kam er so nach Schwäbisch Hall, und 1963 arbeitete er dort als Regieassistent des Freilichtspiel-Intendanten Wilhelm Speidel. Nach Speidels Tod 1968 ernannte ihn das Freilichtspielkuratorium zunächst zum künstlerischen Treuhänder, 1973 zum künstlerischen Leiter und 1978 zum Intendanten. Aufgrund des Aufstiegs, des Ansehens und der Vielseitigkeit der Freilichtspiele Schwäbisch Hall durch Achim Plato erhielt er im Jahr 2000 das Bundesverdienstkreuz.
Achim Plato war 2003 mit 35 Jahren der dienstälteste künstlerische Leiter und machte sie zu den mit erfolgreichsten Freilichtspielen in Deutschland.
Zu seinen besonderen Verdiensten gehörte, dass er im Jahr 2000 die Haller Bürgerschaft mit der Unterstützung des Oberbürgermeisters Hermann-Josef Pelgrim für die Errichtung einer weiteren Spielstätte, das Haller Globe Theater, gewinnen konnte.
Für seine Arbeit erhielt er durch regelmäßige Einladungen zu Gastspiele, nach Wiltz in Luxemburg und nach Lichtensteig in der Schweiz, auch im deutschsprachigen Ausland sehr viel Anerkennung.
In seinen Inszenierungen in Schwäbisch Hall spielten Schauspieler wie Wolf Kaiser, Daniela Ziegler, Wolfgang Stendar, Monika Woytowicz,  Alexander Strobele und Ilja Richter.
Nach seiner Pensionierung zog er im Jahre 2003 nach Dresden. Im benachbarten Radebeul unterstützte er die Intendanz der Landesbühnen Sachsen und inszenierte im Stammhaus Der Besuch der alten Dame von Friedrich Dürrenmatt und auf der Felsenbühne Rathen Wilhelm Tell von Friedrich Schiller. Er wurde Mitglied im Neuen Sächsischen Kunstverein sowie Mitglied der Freunde des Kupferstich-Kabinetts Dresden, zu deren 1. Vorsitzenden er gewählt wurde. Im Freundeskreis der Landesbühnen war er im Vorstand tätig.

## Auszeichnungen (Auswahl)
- 1991  Kunstpreis der „Stiftung der Württembergischen Hypothekenbank für Kunst und Wissenschaft“
- 2000 Bundesverdienstkreuz am Bande
- 2003 Goldene Rathausmedaille Hall